# Путешествие братьев Демидовых по Европе
Путешествие братьев Демидовых по Европе в 1750—1761 годах — гран-тур трёх молодых российских дворян Александра Григорьевича, Павла Григорьевича и Петра Григорьевича Демидовых, сыновей Григория Акинфиевича Демидова, по Европе с целью завершения образования и приобретения новых знаний в различных отраслях. Путешествие продлилось в общей сложности 10 лет: с декабря 1750 по август 1761 года.

## История
На протяжении всего XVIII века в России происходило становление и изменение системы светского образования, ориентированной на западные образцы. При Петре создаются светские школы, которые, однако, во многом сохраняли ещё средневековый характер, к тому же создание их было связано со многими проблемами. Ещё во время Великого посольства 1697—1698 годов у Петра зародилась идея организации заграничного обучения русских подданных морскому делу, «навигатским наукам», кораблестроению и т. д. Задача таких поездок состояла в получении конкретных знаний в прикладных науках. Практика путешествий существовала и ранее, однако, в XVIII веке она получила широкое развитие.
В Европу ехали в основном обеспеченные дворяне. Далеко не всегда их путешествия проходили с пользой, особенно начиная с середины столетия, когда в моду входят развлекательные поездки, не ставившие цели обучения в университетах и получения практических знаний. В то же время активизируется купеческое сословие (особенно высшие и наиболее зажиточные его слои), которое заинтересовано в налаживании торговых и экономических связей с Западом. Развитие науки и техники, зарождение капитализма в России, желание не отставать от зарубежных конкурентов требовали от русских предпринимателей европейского образования в силу того, что отечественное не могло дать им необходимых знаний. В 1750—1761 годах подобную поездку, точнее путешествие по Европе совершили молодые дворяне Демидовы, семья которых, несмотря на недавно приобретённое потомственное дворянское звание (1726 г.), долго ещё сохраняла купеческие традиции. С другой стороны, Демидовы стремились не отставать от представителей знатнейших дворянских фамилий, которые обучали своих детей в Европе.
Отец, Григорий Акинфиевич Демидов, обеспечил своим детям хорошее образование, они слушали лекции знаменитых европейских профессоров (Дж. Брадлея, К. Линнея, Валлериуса), обучались в лучших университетах того времени (Гёттингенский, Фрайбергская горная академия, Оксфордский университет и др.). Демидовы познакомились с крупнейшими деятелями культуры Просвещения, такими как Вольтер и Хогарт. Уехав из родного дома практически детьми (в 1750 г. Петру исполнилось 10 лет, Павлу 12, а Александру — 13), они в течение длительного времени изучали европейские языки, знакомились с новейшими достижениями в области науки и техники, усваивали европейскую культуру, что позволило им по возвращении в Россию занять достойное место в обществе и способствовать развитию науки и горного дела.

## Письма и подневные журналы
Во время своего пребывания за границей Александр, Павел и Пётр Демидовы писали родителям в Петербург письма и вели подневные журналы, которые сохранились до наших дней и представляют собой замечательный источник для изучения взаимодействия русских путешественников с иностранной культурой в XVIII веке.
Опубликованные в Москве в 2006 году письма и журналы поступили в Архив Санкт-Петербургского Института истории РАН ещё в 1930-х годах вместе с многочисленной группой других архивных дел из Рукописного отдела БАН (Библиотеки Академии Наук. Дело насчитывает 92 номера и 339 листов (56 писем и 36 журналов). Преобладает корреспонденция младшего из братьев — Петра Демидова: 82 письма и журнала. Александру принадлежат 9 писем и журналов: 5 — из Женевы (1756—1757), 1 — из Милана (1757), 3 — из Лондона (1758—1759). Лишь одно письмо написано Павлом от имени всех троих (Гамбург, 1751). Однако, их очевидно было больше: указание на это содержится в «Каталоге» Ундольского, но все они погибли во время московского пожара 1812 года, поскольку в составе своей библиотеки были подарены Павлом Московскому университету в 1803 г.. Публикация Демидовского института (2006 год) отчасти компенсирует этот пробел, так как изданные в ней бумаги за 1758 год из Библиотеки РАН содержат Журналы, писанные рукой Павла.
В письмах, как обычно, сообщалось о здоровье, покупках, поездках, встречах, планах и денежных делах, это был, по сути, документ текущего дня. Письма не могли в достаточной мере отразить повседневную жизнь детей, поэтому в дополнение к ним отец «повелел» писать журналы. Первый из дошедших до нас Журналов датирован январём 1756 года. Были, по-видимому, оговорены и правила ведения журналов: в течение месяца каждый должен был день за днём записывать, как он проводил время, новые знакомства и новости. Это был своего рода коллективный дневник. Как отмечает Г. А. Победимова, такое нововведение как журналы было вызвано несколькими причинами. Во-первых, родителей беспокоил русский язык сыновей, особенно младшего, Петра, и ведение журналов являлось поэтому хорошей практикой в русском языке. Во-вторых, ежедневные записи о занятиях и времяпровождении, о посещении «примечательных» мест, описание впечатлений помогали родителям сохранять тесную духовную связь с сыновьями и поддерживать общение, что видимо было нормой у Григория Акинфиевича, обычной для патриархальной семьи. И, в-третьих, ведение журналов, требовавшее большого усердия и времени, воспитывало привычку к систематическому труду, упорство, трудолюбие и чувство долга.

### Публикация
С 1930-х годов вплоть до 1990-х письма и подневные журналы Демидовых практически не были известны научному сообществу. Несмотря на то, что отдельные фрагменты из писем иногда привлекались историками, целиком они не публиковались вплоть до 2006 года, когда Г. А. Победимова в сотрудничестве с С. Н. Искюлем, П. И. Хотеевым и Ю. Н. Беспятных впервые издала книгу «Путешествие братьев Демидовых по Европе. Письма и подневные Журналы 1750—1761 годы».
В этой книге представлена публикация значительной части сохранившихся писем и подневных журналов Демидовых, в которых трое братьев делились своими впечатлениями во время путешествия по Европе.
Значительный вклад в публикацию писем и подневных журналов внёс Демидовский институт (г. Екатеринбург). Именно его сотрудник Н. Г. Павловский обнаружил в рукописном отделе Пушкинского дома «Экстракт из всего Журнала, сколько времени мы останавливались в каждом месте и расстояние от каждого города до другого, выраженное также в верстах» на французском языке. Этот документ был опубликован в издании Демидовского института «Демидовский временник» (Книга II) в 2006 году. Это подробный перечень населённых пунктов и дат их посещения Демидовыми. К экстракту приложены переводная таблица денежных единиц Европы и точное время пребывания Демидовых (число лет, месяцев и дней) в каждой стране с указанием понесённых расходов. Всего на путешествие было истрачено за 13 лет 6 месяцев и 5 дней 58 351 рубль 50 копеек. Также Демидовский институт издал десять путевых журналов сыновей Г. А. Демидова за 1758 год, которые сохранились в библиотеке РАН.

### Маршрут путешествия и этапы
Наилучший эффект от образовательных поездок молодых дворян в XVIII веке достигался в том случае, если у их родителей был определённый план. Так же большое значение имело воспитание, полученное начальное образование и окружение. Такой план был составлен и для Демидовых. Весь маршрут путешествия можно разделить на несколько условных этапов по городам пребывания.

I. 1750—1751 Первоначальное образование в Ревеле. Специальные дисциплины Демидовы начинают изучать раньше других наук. К этому же периоду относится и начало изучения светских наук, чтение русских и духовных книг. 

II. 1751—1756 Гамбург, Гёттинген (Гёттингенский университет), завершение систематического образования (в Горной Академии во Фрейберге). Приобщение к новейшим достижениям науки и техники было необходимо для того, чтобы дети могли стать достойными продолжателями фамильных традиций, поддерживать статус прославленных горнозаводчиков (фамилия Демидовых была широко известна не только в России, но и в других странах). 

III. 1756 Прага, Вена, Нюрнберг. «Горная практика». Поездки по горнорудным районам Чехии и Саксонии, осмотр рудников, заводов и приисков, изучение «плавильного искусства». 

IV. 1756—1757 Базель, Женева. Швейцарский период. Спокойная жизнь в тихой Женеве, по мнению отца, прекрасно подходила для постижения «светских наук», изучения языков и культурного образования, то есть посещения театров, опер, музеев и т. д. Встреча с Вольтером. 

V. 1757—1758 Милан, Болонья, Рим, Генуя. Ознакомление с произведений искусств эпохи Возрождения и Просвещения, посещение таких достопримечательностей как «гора Везув горяща». В Журналах появляются сведения о коммерции, монетах и общественном устройстве городов. 

VI. 1758 Орлеан, Париж. Светские науки на время оставлены. Поездка приобретает развлекательный характер. Амстердам 

VII. 1758—1759 Лондон, Оксфорд, Гулль, Честер и др. Возобновление занятий танцами, музыкой, изучение английского языка, бухгалтерского искусства, посещение курсов Дж. Брадлея в Оксфорде и опыт в налаживании торговых связей. «Grand tour» по рудникам и заводам, исследование техники, машин, технологий. Завершение фундамента профессиональных знаний, заложенных в Горной Академии во Фрейберге.

VIII. 1760 Амстердам, Гамбург, Копенгаген 

IX. 1760—1761 Гётеборг, Упсала. Посещение лекций К.Линнея, Стокгольм

X. 1761 Рига
Таким образом, образовательная поездка Демидовых строилась по определённому плану, составленному Г. А. Демидовым, который, однако, претерпевал изменения: сначала предполагал семилетнее пребывание в Европе, а затем, в связи с окончательным решением вопроса о наследстве Акинфия Демидова, в 1757 году, и получением большой доли наследства, оно продлилось ещё на 3 года.